# Église Hans Egede
L'église Hans Egede est une église évangélique luthérienne située à Nuuk dans le vieux quartier. Le bâtiment est en bois. Son nom lui a été donné en l'honneur du missionnaire norvégien Hans Egede, fondateur de Nuuk.